# Gunnar Olsson (skådespelare)
För andra betydelser, se Gunnar Olsson.
Stig Axel Gunnar Olsson, född 17 december 1935 i Stockholm, död 12 maj 1994 i Huddinge församling, var en svensk skådespelare.

## Filmografi (urval)
- 1979 – Katitzi (TV-serie)

## Teater

### Roller (ej komplett)
| År   | Roll                             | Produktion                                                            | Regi                 | Teater                           |
| ---- | -------------------------------- | --------------------------------------------------------------------- | -------------------- | -------------------------------- |
| 1969 |                                  | Mannen från La Mancha Dale Wasserman, Mitch Leigh och Joe Darion      | Lans-Erik Liedholm   | Norrköping-Linköping stadsteater |
| 1970 |                                  | Blodsbröllop Federico García Lorca                                    | Lars-Erik Liedholm   | Norrköping-Linköping stadsteater |
| 1970 | Borgmästaren i Angers Lord Essex | Kung Johan Friedrich Dürrenmatt                                       | Lars Gerhard Norberg | Norrköping-Linköping stadsteater |
| 1970 |                                  | Alfredo, Bobo och jag Evert Lindberg, Gunnar Olsson och Bo Bergstrand |                      | Norrköping-Linköping stadsteater |
| 1970 | Jim Sieg                         | Vår man i Madras Gert Hofmann                                         | Evert Lindberg       | Norrköping-Linköping stadsteater |
| 1970 | Tut                              | En midsommarnattsdröm William Shakespeare                             | Torsten Sjöholm      | Norrköping-Linköping stadsteater |
| 1971 |                                  | Ivar Kreugers svindlande affärer Jan Bergquist och Hans Bendrik       | Evert Lindberg       | Norrköping-Linköping stadsteater |